# Microdon cremastogastri
Microdon cremastogastri är en tvåvingeart som beskrevs av Speiser 1913. Microdon cremastogastri ingår i släktet myrblomflugor, och familjen blomflugor. Inga underarter finns listade i Catalogue of Life.